# Aisin Seiki
Aisin Seiki (アイシン精機株式会社,, Aishin Seiki Kabushiki Kaisha), créée en 1965 à la suite de la fusion de la Aichi Kogyo et de la Shinkawa Kogyo, est une société japonaise spécialisée dans les équipements pour automobiles. Elle était classée au 4e rang mondial des équipementiers automobiles en 2017.

## Histoire
L'origine de la société remonte à 1943, lorsque Tokai Aviation Industries (東海航空工業, Tōkai Kōkū Kōgyō ) a été fondée en tant que coentreprise entre la Toyota Motor Corporation et Kawasaki Aircraft Industries pour produire des moteurs d'avion pour le service aérien de l'armée impériale japonaise . La société est rapidement rebaptisée Tokai Airplane Industries (東海飛行機工業, Tōkai Hikōki Kōgyō ) après avoir découvert qu'il existait une société préexistante du même nom. [6]
La guerre après que Tokai s'est rebaptisé Aichi Industries ( Aichi industrial , Aichi Kogyo ) et a déplacé la production de pièces d'avions vers des machines à coudre et des pièces automobiles. En 1965, Aichi Kogyo a fusionné avec le fabricant de pièces automobiles Shinkawa Kogyo pour former Aisin Seiki Co., Ltd. ( Aisin Seiki Co., Ltd. , Aishin Seiki Kabushiki Kaisha ) . [1]
En octobre 2019, Aisin Seiki a annoncé qu'ils fusionneraient avec la filiale Aisin AW, consolidant la direction et renommant la société. [7] À compter du 1er avril 2021, la société combinée a été officiellement rebaptisée Aisin Corporation . [8]

## Aisin AW
Le siège d'Aisin AW
Aisin AW était la filiale d'Aisin Seiki qui construisait des transmissions automatiques . Elle a été créée à l'origine en 1969 sous le nom d' Aisin-Warner , une coentreprise avec BorgWarner . En 1981, BorgWarner a réduit sa participation dans Aisin-Warner à 10 %, [9] et en 1987 s'était débarrassé du reste. Aisin-Warner a été renommée Aisin AW en 1988 et a fusionné avec la société mère Aisin Seiki en 2021.
Il a développé la transmission Prius [10] et le premier système de navigation parlant au monde. [11]
De plus, la conception hybride Aisin AW à deux axes a été adaptée à la Prius 2016- (à l'exception de la Prius c), et a également été utilisée sur "Gen 1" (2005-2007) et "Gen 2" (2008-2012) Ford Escape Hybrids (Aisin T-030 et T-031 eCVT, respectivement), modèles à traction avant et à traction intégrale, Ford fournissant le moteur Atkinson Cycle, la batterie hybride et tous les systèmes de contrôle logiciel, et Ford développant la fonctionnalité AWD ; et sur les mini-fourgonnettes hybrides Chrysler Pacifica 2017 (Aisin T-032 eCVT). La conception à deux axes élimine le deuxième engrenage planétaire ("dispositif de réduction de la vitesse du moteur") trouvé dans la Prius 2010-2015 et la Prius c, et qui réduit la largeur et le poids de l'eCVT et améliore son efficacité globale.
Elle est basée à Anjō , près de Nagoya , au Japon . Une autre division importante est située à Okazaki.
Autres sites mondiaux : Siège social pour l'Europe : AW Europe & AW Technical Center Europe qui est situé à Braine-l'Alleud (Belgique) pour la Recherche et le Développement et à Baudour (Belgique) pour la remise à neuf de boîtes de vitesses automatiques/boîtes-pont et la production de produits électroniques.

## Aisin AI
Aisin AI était une filiale d'Aisin Seiki créée en juillet 1991 pour produire des transmissions manuelles et des boîtiers de transfert , déplaçant son siège social à Nishio City. Aisin AI n'a fourni que Toyota jusqu'en 1996, lorsque DaimlerChrysler et Isuzu ont commencé à utiliser leurs produits. La société a ensuite commencé à fournir des produits à d'autres sociétés dans le monde entier.
Aisin AI a été consolidée dans Aisin AW en 2019. [12]

## Aisin USA
Aisin a construit une usine aux États-Unis d'Amérique en 1986, dont la production a commencé en 1989. Cette usine, à Seymour, dans l'Indiana, a depuis été agrandie et fournit des composants pour Honda , General Motors , Mitsubishi Motors , Nissan et Toyota . La société opère également à Marion, dans l'Illinois .
Le 5 octobre 2005, Aisin USA a ouvert une installation d'essai de 878 acres (3,55 km 2 ) près de Fowlerville, Michigan . Officiellement nommée FT Techno of America (FTTA), mais connue sous le nom de Aisin's Fowlerville Proving Ground, la nouvelle entreprise est membre du groupe Aisin, un fournisseur mondial de composants automobiles de premier plan avec des ventes mondiales de plus de 15 milliards de dollars US en 2004. Dans le Michigan , les sociétés du groupe Aisin emploient 554 collaborateurs, avec une masse salariale annuelle de 40 millions de dollars US et des investissements totaux de 102,7 millions de dollars US. FTTA est la cinquième société du groupe Aisin dans le Michigan. En 2009, la division et les sociétés basées en Amérique du Nord ont toutes été placées sous une entité nouvellement créée nommée Aisin World Corp. of America. Aisin World Corp. of America a été structurée de manière que Toyota Motors Corporation, Mitsui et Hino Motors USA détiennent la majorité des entités Aisin en Amérique du Nord. Aisin Automotive Castings, LLC. et d'autres sociétés Aisin basées en Amérique du Nord opèrent en tant que filiales d'Aisin World Corp. of America.
Le nouveau terrain d'essai, le premier d'Aisin en Amérique du Nord et le troisième dans le monde, est basé sur la recherche et le développement de surfaces d'essai de support de différentes longueurs et largeurs de voie utilisées pour développer et évaluer une variété de produits et d'applications Aisin, tels que les transmissions, les freins, les transmissions, et les systèmes et composants de châssis et de carrosserie.

## IMRA
IMRA (Institut Minoru de Recherche Avancé) was created in 1986 in Sophia-Antipolis, France.
IMRA America a été fondée en 1990 à Ann Arbor, Michigan, et est devenue une division R&D clé du groupe Aisin. IMRA America se consacre à la recherche créative et à l'innovation sur les applications laser, les dispositifs biomédicaux et les batteries lithium-ion.

## Produits de propulsion alternatifs
Les produits Aisin Seiki Co comprennent :
Système hybride à 2 moteurs à traction avant .
Rotor d'arbre pour véhicules hybrides .
Cellules solaires 
Aisin Seiki a travaillé avec Toyota Central R&D Labs Inc. pour développer des cellules solaires à colorant (DSC). [13]

## Parrainage
Le camion vainqueur du championnat de Moffitt avec le sponsor Aisin exposé au Japon .
La société parraine l' Aisin SeaHorses Mikawa , quintuple champion de la meilleure ligue de basket-ball professionnel du Japon.

## NASCAR
Aisin AW sponsorise actuellement Austin Hill dans les séries NASCAR Gander RV & Outdoors Truck et Xfinity . Hill conduit la Toyota Supra n °61 et la Toyota Tundra n°16 pour Hattori Racing Enterprises . La première victoire de HRE est survenue à Atlanta Motor Speedway avec Brett Moffitt , dont le camion était parrainé par Aisin, en 2018. [14] HRE et Moffitt ont également remporté le championnat CWTS la même année. [15]
Aisin AW a également parrainé l'équipe de la série ARCA Menards . [16]

## Produits
- Traction avant
- Moteur rotatif pour automobile hybride
- Convertisseurs de couple
- Freins
- Boîte de vitesses
- Cellule Grätzel

## Implantation
Le siège européen de l'entreprise se situe à Braine-l'Alleud en Belgique.
Les sites de production en Europe sont :
- Birmingham (Royaume-Uni)
- Braine-l'Alleud (Belgique)
- Baudour (Belgique)
- Písek (République Tchèque)
- Tuzla-Istanbul (Turquie)